# Gerard Moreno
Gerard Moreno Balagueró (født 7. april 1992) er en spansk professionel fodboldspiller, som spiller for La Liga-klubben Villarreal og Spaniens landshold.

## Klubkarriere

### Villarreal
Moreno begyndte sin karriere hos Villarreal, hvor han i begyndelsen hovedsageligt spillede for reserveholdet og tredjeholdet. Han fik sin debut for førsteholdet den 2. december 2012.

#### Leje til Mallorca
Moreno blev i juli 2013 udlånt til Mallorca.

#### La Liga debut
Efter at have vendt tilbage fra lejeaftalen gjorde Moreno sin debut i La Liga den 14. september 2014.

### Espanyol
Moreno skiftede i august 2015 til Espanyol efter at den catalanske klub havde købt 50% af hans rettigheder.

### Villarreal retur
Moreno vendte tilbage til Villarreal i juli 2018, da klubben købte de 50% af hans rettigheder de havde solgt til Espanyol tilbage.
Moreno blev med det samme en fast mand i truppen, og vandt i både 2019-20 og 2020-21 sæsonen Zarra trofæet, som er givet til den spiller som scorede flest mål i La Liga den sæson.
Moreno var med til at Villarreal vandt Europa League i 2021. Moreno var både delt-topscorer og assister i Europa League i sæsonen, og blev kåret til turneringens spiller.

## Landholdskarriere
Moreno debuterede for Spaniens landshold den 15. oktober 2019.
Moreno var del af Spaniens trup til EM 2020.
Han har også spillet 3 kampe for Cataloniens landshold, som ikke er medlem af hverken FIFA eller UEFA.

## Titler
Villarreal
- UEFA Europa League: 1 (2020–21)

Individual
- Zarra trofæet: 2 (2019–20, 2020–21)
- UEFA Europa League topscorer: 1 (2020–21)
- UEFA Europa League Squad of the Season: 1 (2020–21)
- UEFA Europa League Player of the Season: 1 (2020–21)
- UEFA Europa League top assister: 1 (2020–21)